# Francisco Muse
Francisco Javier Muse Mehech (9 aprile 1996) è un giavellottista cileno.

## Biografia
Muse ha debuttato internazionalmente nel 2015, vincendo l'oro nel lancio del giavellotto ai Campionati sudamericani juniores in Ecuador, posizione replicata l'anno successivo in Perù all'edizione dei Campionati sudamericani under 23. Debutta tra i seniores nel 2018 ai XI Giochi sudamericani, dovendosi fermare ai piedi del podio ma si rifarà nello stesso anno ai Campionati ibero-americani, conquistando una medaglia d'argento, a cui segue un ulteriore successo ai Campionati sudamericani under 23 Nel 2019 si è classificato secondo ai Campionati sudamericani del Perù a cui è seguito il debutto mondiale alle Universiadi di Napoli.

## Palmarès
| Anno | Manifestazione                   | Sede       | Evento                 | Risultato | Prestazione | Note |
| ---- | -------------------------------- | ---------- | ---------------------- | --------- | ----------- | ---- |
| 2015 | Campionati sudamericani juniores | Cuenca     | Lancio del giavellotto | Oro       | 70,18 m     |      |
| 2016 | Campionati sudamericani U23      | Lima       | Lancio del giavellotto | Oro       | 71,84 m     |      |
| 2018 | Giochi sudamericani              | Cochabamba | Lancio del giavellotto | 4º        | 72,73 m     |      |
| 2018 | Campionati ibero-americani       | Trujillo   | Lancio del giavellotto | Argento   | 73.10 m     |      |
| 2018 | Campionati sudamericani U23      | Cuenca     | Lancio del giavellotto | Oro       | 76,91 m     |      |
| 2019 | Campionati sudamericani          | Lima       | Lancio del giavellotto | Argento   | 75,97 m     |      |
| 2019 | Universiadi                      | Napoli     | Lancio del giavellotto | 9º        | 74,11 m     |      |
| 2019 | Giochi panamericani              | Lima       | Lancio del giavellotto | 9º        | 72,84 m     |      |